# LEO I
LEO I (ang. Lyons Electronic Office I) – brytyjski komputer opracowany w 1951 r. na bazie maszyny EDSAC, pierwszy, który wykonywał komercyjne obliczenia dla biznesu. Maszyna została uruchomiona w firmie J. Lyons & Co. Ltd., która sponsorowała w części projekt EDSAC.
LEO I miał zegar o częstotliwości 500 kHz, większość instrukcji była wykonywana w czasie 1,5 milisekund. Szybkość działania była ograniczana przez urządzenie wejściowe, którym była taśma papierowa. Rtęciowa pamięć operacyjna na liniach opóźniających, z 1K 35-bitowych słów, była czterokrotnie większa niż w EDSAC.
Lyons początkowo wykorzystywał LEO I do wycen, potem jednak rozszerzył zadania o listy płac, inwentarz i inne zagadnienia biznesowe. Jednym z pierwszych zadań komputera było opracowanie systemu zamówień dziennych, które były telefonicznie przekazywane przez sklepy i stanowiły podstawę do obliczenia w nocy niezbędnej następnego dnia produkcji. Był to więc pierwszy przykład skomputeryzowanego centrum telefonicznej obsługi klienta. Projekt LEO był również pionierem outsourcingu, gdyż w 1956 firma rozpoczęła wykonywanie obliczeń płacowych na rzecz brytyjskiej filii Forda.
Kluczowymi ludźmi, rozwijającymi LEO byli David Caminer oraz John Pinkerton. David odpowiadał za algorytmy i wdrażanie systemów, podczas gdy John odpowiadał za część sprzętową.

## LEO II
W 1954 r. zapoczątkowano projekt LEO II, a zainteresowanie ze strony biznesu spowodowało utworzenie firmy LEO Computers Ltd., która została wkrótce przejęta przez English Electric, co spowodowało rozpad zespołu zajmującego się komputerami LEO. English Electric podjęła prace nad modelami LEO III i LEO 326, które pozwalały na jednoczesne uruchamianie kilku programów pod kontrolą systemu operacyjnego.
Niektóre egzemplarze były komercyjnie wykorzystywane jeszcze w 1981 r. LEO Computers Ltd. połączyła się w międzyczasie z innymi firmami, tworząc ICT, a potem ICL.